# Rawsonia
Rawsonia é um género botânico pertencente à família Achariaceae.

## Espécies
Formado por oito espécies:
| - Rawsonia lucida - Rawsonia reticulata - Rawsonia schlechteri - Rawsonia spinidens | - Rawsonia transjubensis - Rawsonia ugandensis - Rawsonia uluguruensis - Rawsonia usambarensis |